# 永田治子
永田 治子（ながた はるこ）は、静岡県島田市出身の画家。

## 来歴
- 1982 女子美術短期大学彫塑教室卒業（桑原巨守教授に師事）
- 1982 女子美術短期大学専攻科造形専攻修了
- 1983 フランス留学
- 1986 女子美術短期大学彫塑研究室専任助手となる（‘89まで） 現在

女子美術大学芸術学部美術学科立体アート専攻・短期大学部造形学科美術コース非常勤講師
- 1982 第67回二科展彫刻部初出品

第77回(92年)絵画部初出品、94年特選、96年会友推挙
- 1989「彫刻絵画二人展」玉屋画廊企画、東京

同‘90 1995「永田治子素描画展」渋谷東急東横店、東京
- 1997第13回富嶽ビエンナーレ展　静岡県立美術館、静岡
- 2001　第41回静岡県芸術祭美術展「予感」芸術祭賞受賞（‘00年奨励賞受賞）
- 2002『朝の別れを』(作/大野充子　ポプラ社)が産経児童出版文化賞奨励賞受賞
- 2006 絵本『金のりす』（作/江崎雪子　ポプラ社）絵を手掛ける

「こどものくに　えほんのくに」で『金のりす』原画展示　グランシップ、静岡
- 2008 ワークショップ「絵本ができるまで」を開催（鷹山宇一記念美術館／青森 七戸町）

「Wood Nymph」設置　カリフォルニア州アラモ
- 2010「永田治子展-in bloom-」銀座ギャラリー女子美、東京
- 2011「ホゾ展－女子美術大学彫塑教育育成期のメンバーによるー」日本橋三越本店、東京

「薔薇と少女展―画廊コレクション―」あらかわ画廊、東京